# Spartà
Spartà (Spattà in dialetto messinese) è una frazione costiera della VI circoscrizione del comune di Messina, situata sulla costa tirrenica a circa 20 chilometri dal centro.
Posta lungo la Strada statale 113, fra il 1890 e il 1932 la località era servita dalla tranvia Messina-Barcellona della SATS.